# Morfina 6-deidrogenasi
La morfina 6-deidrogenasi è un enzima appartenente alla classe delle ossidoreduttasi, che catalizza la seguente reazione:
morfina + NAD(P)+ ⇄ morfinone + NAD(P)H + H+
L'enzima agisce anche su alcuni alcaloidi, tra cui la codeina, la normorfina, e l'etilmorfina, ma molto lentamente sui derivati 7-8 saturi come la diidromorfina e la diidrocodeina. Nella direzione inversa l'enzima riduce anche il nalossone all'analogo 6α-idrossile . È attivato dal mercaptoetanolo.